# Eugène Daignault

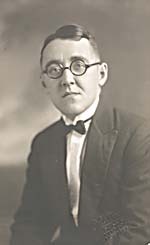

Eugène Daignault (* 14. September 1895 in St. Albans, Vermont; † 27. Januar 1960 in Montreal) war ein kanadischer Schauspieler und Sänger.
Daignault kam nach dem Tod seines Vaters fünfjährig nach Montreal und wurde am Theaterseminar St-Hyacinthe ausgebildet. Er musste ein Pharmaziestudium aus gesundheitlichen Gründen abbrechen und trat an Amateurtheatern u. a. mit Ovila Légaré und Gaston Saint-Jacques auf. Von 1920 bis 1941 arbeitete er als Lebensmittelkontrolleur für das Montreal Board of Health.
Daneben setzte er seine Theaterarbeit fort. Er war von 1921 bis 1941 Sänger in Conrad Gauthiers Veillées du bon vieux temps im Monument-National in Montreal. Für die Labels Starr und Bluebird Records nahm er mehr als einhundert Songs auf. 1922 debütierte er im Rundfunk beim Radiosender CKAC in Montreal. Er wirkte hier in Sendungen wie L'heure provinciale, Les veillées canadiennes, En roulant ma boule und À travers mon chapeau und in Serien wie Le curé de village (1935–1938), La pension Velder (1938–1942), Chez le père Tremblay (1940–1941) und Les diables rouges (1939–1946) mit. Als Storyteller trat er in der Comedyshow Le ralliement du rire (1940–1950) mit Ovila Légaré und Marcel Baulu auf. Berühmt wurde er als Vater Ovide in Un homme et son péché (1939–1954), die er auch in den Filmen Séraphin und Un homme et son péché (1949) und in der Fernsehshow Les belles histoires des pays d'en haut (1956–60) spielte. Nach seinem Tod übernahm diese Rolle sein Sohn Pierre Daignault, mit dem er seit den 1940er Jahren auf der Bühne stand.